# Allergisk astma
Allergisk Astma (også skrevet Extrinsic asthma eller Atopisk astma)
er en kronisk inflammatorisk tilstand (irritationstilstand) i lungerne, hvor allergi over for stoffer i det omgivende miljø er årsagen til inflammationen og den medfølgende varierende forsnævring af luftvejene (bronkial hyperreaktivitet). Ofte er det luftbårne stoffer, der, når de indåndes, er årsagen til allergisk astma. Det kan for eksempel være græs- og birke-pollen, husstøvmider, skimmelsvampe og pelsdyr. Personer med allergisk astma kan dog også opleve en forværring af deres symptomer af andre årsager såsom ved forkølelse.
Ofte kan en enkelt udløsende faktor ikke bestemmes, og det være svært at adskille allergisk astma fra ikke-allergisk astma, ligesom det kan have begrænset betydning at adskille allergisk astma fra ikke-allergisk astma. Klinisk kan allergisk astma og ikke-allergisk astma, i hvert fald delvist, adskilles ved hjælp af hudpriktest og koncentrationen af immunoglobulin E (IgE) i blodet.
Overordnet set er personer med allergisk astma yngre end personer med ikke-allergisk astma og de har oftere færre symptomer og mildere astma end personer med ikke-allergisk astma. Desuden har de ofte haft atopisk dermatitis som børn.

## Symptomer
De typiske symptomer ved astma er åndenød, pibende/hvæsende vejrtrækning, hoste og trykken for brystet. Det er meget forskelligt fra person til person, hvilke symptomer man har. Hos nogle dominerer langvarig hoste. Andre oplever åndedrætsbesvær og hoste, og typisk har personer med astma især svært ved at komme af med luften. Symptomerne kan komme helt uvarslet, men kan også være udløst af fx anstrengelse eller ved allergisk astma fx af pollen eller dyrehår. Selv om man har astma, kan man sagtens have perioder, hvor man ikke oplever symptomer, men indimellem kan der opstå kraftige luftvejsforsnævringer, der medfører alvorlig åndedrætsbesvær; et såkaldt astmaanfald. Dette kan opstå pludseligt fx hos en allergisk astmatiker, der kommer i kontakt med et allergen. Andre gange opstår et anfald efter længere tids forværring af tilstanden. Nogle astmatikere har kun symptomer i visse situationer fx efter udsættelse for pollen, mens andre har mere vedvarende symptomer. Typisk for mange varierer sværhedsgraden dog over tid. Personer med allergisk astma kan som oftest leve et helt normalt aktivt liv, hvis de kender til og er opmærksomme på deres sygdom og eventuelt nyopståede symptomer samt er i relevant medicinsk behandling.

## Diagnose
Diagnosticering af allergisk astma bygger på tilstedeværelse af typiske astmasymptomer. For at sikre diagnosen måles ofte lungefunktionen. Det gøres typisk ved en såkaldt spirometri, hvor man kan se, hvor meget luft, der kan pustes ud af lungerne, og hvor hurtigt luften kan pustes ud. En nedsat lungefunktion tyder på luftvejsforsnævring og astma, men også en række andre sygdomme kan give nedsat lungefunktion. Spirometri-undersøgelsen kan eventuelt udvides med en måling af lungefunktionen efter indånding af astmamedicin. Dermed kan man se, om medicinen øger lungefunktionen, hvilket er typisk for astma.
Da astma ofte forekommer i anfald med mellemliggende perioder med normal lungefunktion og uden astmasymptomer, kan en lungefunktionsundersøgelse med normal lungefunktion ikke udelukke en astmadiagnose. I sådanne tilfælde kan man måle peakflow (PEF). Ved peakflow-registrering måles den maksimale hastighed, hvormed luften kan pustes ud af lungerne. Peakflowmålinger foretages i hjemmet over en periode på fx 14 dage og en udtalt variation i peakflow kan sikre en korrekt diagnose.
I nogle tilfælde kan det være nødvendigt at lave specialundersøgelser, for at finde ud af, om en person har astma. Det kan fx være undersøgelser for forøget følsomhed i luftvejene ved fysisk anstrengelse eller over for stoffet metakolin. Sådanne undersøgelser udføres hos en speciallæge eller på hospitaler med særligt udstyr.
For at sikre diagnosen allergisk astma bør der foretages en hudpriktest også kaldet allergitest. Ved den typiske hudpriktest undersøger man for allergi over for pollen (birk, græs og bynke), dyrehår (hest, hund og kat), husstøvmider samt skimmelsvampe. Har man svær allergisk astma kan man desuden måle mængden af IgE i blodet.

## Behandling
Behandlingen af astma, herunder også allergisk astma, afhænger af astmasværhedsgraden. Den medicinske behandling opdeles overordnet i anfaldsbehandling og forebyggende behandling. Lette tilfælde af astma behandles udelukkende med anfaldsmedicin, såsom korttidsvirkende beta2-agonister, som får musklerne omkring luftvejene til at slappe af. Beta2-agonister har en hurtig indsættende virkning på muskelcellerne i luftvejene og skal tages, når man får symptomer. Derimod har de ingen effekt på inflammationen i lungerne.
Alle andre sværhedsgrader af astma behandles med forebyggende medicin, hvor inhalationssteroid er det hyppigst anvendte. Inhalationssteroid er et binyrebarkhormon, som skal inhaleres, og det virker lokalt i lungerne, hvor det dæmper inflammationen. Medicinen virker forebyggende og skal tages dagligt. Alle personer, som tager inhalationssteroid, bør også have en beta2-agonist, som de kan bruge ved anfald
Udover beta2-agonister og inhalationssteroider kan man også bruge andre slags medicin såsom leukotrienreceptor-antagonister. Hos personer med svær allergisk astma med øget IgE i serum, hvor inhalationssteroider ikke kan kontrollere astmaen, kan anti-IgE komme på tale. Behandling med anti-IgE skal styres af en lungespecialist.
Personer med allergisk astma skal også have behandlet eventuel høfeber. Det kan dreje sig om medicinsk behandling med fx antihistamin og rådgivning om at undgå eller minimere udsættelsen for ting, man ikke kan tåle (fx husstøvmider eller dyrehår). Nogle vil også have effekt af at blive vaccineret mod de ting, de er allergiske over for.